# Колесо в космосе
Колесо в космосе (англ. The Wheel in Space) — седьмая серия пятого сезона британского научно-фантастического телесериала «Доктор Кто», состоящая из шести эпизодов, которые были показаны в период с 27 апреля по 1 июня 1968 года. Третий и шестой эпизоды сохранились в архивах Би-би-си, а остальные были утрачены и доступны лишь в виде реконструкции.

## Сюжет
Взрыв в жидких ртутных связях заставляет Доктора и Джейми покинуть ТАРДИС, и пока ртуть не будет заменена, в ТАРДИС опасно входить из-за ртутных паров. Они находятся на ракете, затерянной вдалеке. Робот, управляющий кораблем, заметив пришельцев, меняет курс, и Доктор ударяется головой. Также в космос выпускаются несколько яйцеобразных болидов, которые прикрепляются к ближайшему кораблю в форме гигантского колеса. Робот становится агрессивным, и Джейми уничтожает его, но Доктор падает без сознания.
Колесо — земная станция, исследующая космос. Экипаж обеспокоен внезапными скачками давления с одновременными стыковками болидов к корпусу Колеса. Начальник Джарвис Беннетт обеспокоен, что Сильвер Кэрриер, пропавшая ракета снабжения, отклонилась на восемь миллионов миль от курса, появилась поблизости и не отвечает на радиосигналы. Он решает уничтожить её с помощью рентгеновского лазера с Колеса.
Джейми предупреждает его о своем присутствии на ракете, и его вместе с Доктором, который находится без сознания, спасают с ракеты. Медик Джемма Корвин видит Доктора, и Джейми отправляют в обзорную экскурсию с библиотекарем Зои Хериот.
Джемма знает, что Джейми лжёт, так что Беннетт всё ещё не доверяет новоприбывшим, считая, что они диверсанты от противников космической программы. Он решает взорвать Кэрриер, но Джейми, помня о ТАРДИС, ломает лазер. Это выводит Беннетта из себя особенно потому, что на Колесо направляется поток метеоритов и они не могут его отразить. Джарвис закрывает Джейми и Доктора в лазарете. Очнувшись, последний не одобряет действий Джейми. Зои высчитывает, что ракета не могла столько дрейфовать, её сюда привели, но команда более обеспокоена грядущим метеоритным дождем.
На ракете в двух больших болидах оказываются киберлюди, которые обсуждают планы с Киберпланнером (неподвижной единицей контроля киберлюдей) через видеокоммуникатор, а маленькие, посланные к колесу, — киберматов, которые поглощают стержни берналиума, топлива для лазера, на складе Колеса. Киберлюди надеются, что экипаж Колеса направит отряд на Кэрриер на поиски топлива и вернётся оттуда с ним, с сюрпризом внутри.
Инженер Билл Дугган замечает пустые полки и киберматов. Он не сообщает о них, и другой член экипажа, Кемел Рудкин, погибает. После этого Дугган рассказывает все Джарвису. Доктор обнаруживает кибермата в куске быстрозастывающего пластика. Джарвис посылает Лэйлхема и Вэлланса на Кэрриер на поиски берналиума. Киберлюди захватывают их разум под контроль и приказывают им доставить себя на Колесо. Те доставляют контейнеры берналиума с двумя киберлюдьми внутри. Доктор и Джейми пытаются предупредить команду, но никто не воспринимает их всерьёз. Корвин боится за ментальное состояние Беннетта.
Дугган и Лео Райан рады получить топливо для лазера, который они чинят. Инженер, посланный за свежим берналиумом, убит киберчеловеком. Дугган также подвергается процессу контроля разума, и его посылают уничтожить связь с Землёй. Он ломает панель, и его убивает Лео Райан.
Доктор, понимая, что Дугган был под контролем, поручает Корвин прикрепить схему на шеи всех членов экипажа. В погрузочном отсеке Доктор и Джейми находят у контейнера второе дно, что подтверждает присутствие киберлюдей на борту. Команда использует звуковую волну для выключения всех киберматов на Колесе. Джемма и Зои показывают Джарвису мёртвого кибермата, но он отказывается поверить, что они атакованы, и Джемма отстраняет Джарвиса от командования.
Киберлюди заменяют Дуггана другим инженером, Флэнниганом. Они заинтересованы в починке лазера, так как метеоритный дождь убьёт и их. Команда чинит лазер и отражает метеоритный дождь. Доктор решает, что ему нужен генератор вектора-времени, который он ранее снял с ТАРДИС. Джейми и Зои отправляются на ракету. Джемма подслушивает разговор киберлюдей и Валланса, планирующих отравить воздух на Колесе, предупреждает Доктора и погибает.
Лео переключает каналы подачи воздуха, и теперь отравление им не угрожает. Джарвис, шокированный смертью Джеммы, в припадке безумия бежит мстить, и его убивают. К Колесу движется гигантский корабль киберлюдей.
Киберпланнер подозревает, что кто-то на борту знаком с его методами, и находит Доктора, решая, что тот должен умереть. Джейми и Зои подслушивают эту беседу и возвращаются с генератором, чтобы предупредить Доктора.
Флэнниган, выглядя нормальным, говорит, что встретится с Доктором в коридоре 6. Доктор, чуя неладное, идёт через вентиляцию в генераторную. Киберлюди, не найдя Доктора в коридоре 6, отправляют Флэннигана в центр управления для уничтожения силового поля.
Джейми и Зои возвращаются. Флэннигана ловят и выводят из-под контроля киберлюдей. Киберлюди раскрывают план по захвату Земли Доктору, и при попытке его поймать тот убивает током одного киберчеловека. Джейми и Флэнниган освобождают Вэлланса от кибер-контроля, и все трое выбрасывают всех киберлюдей, попавших на борт, в космос. Доктор усиливает лазер с помощью своего генератора и уничтожает гигантский кибер-корабль.
Доктор и Джейми возвращаются на Кэрриер и чинят ТАРДИС. С ними на борт проникает Зои, которая решает остаться с ними. Для предупреждения её Доктор с помощью ментального проектора из своего разума в её показывает встречу его и Джейми с далеками в поисках Фактора далеков.

## Трансляции и отзывы
| Эпизод            | Дата показа    | Продолжительность | Телезрители (в миллионах) | Archive                            |
| ----------------- | -------------- | ----------------- | ------------------------- | ---------------------------------- |
| «Эпизод 1»        | 27 апреля 1968 | 23:47             | 7.2                       | Only stills and/or fragments exist |
| «Эпизод 2»        | 4 мая 1968     | 22:50             | 6.9                       | Only stills and/or fragments exist |
| «Эпизод 3»        | 11 мая 1968    | 24:25             | 7.5                       | 16mm t/r                           |
| «Эпизод 4»        | 18 мая 1968    | 24:14             | 8.6                       | Only stills and/or fragments exist |
| «Эпизод 5»        | 25 мая 1968    | 21:55             | 6.8                       | Only stills and/or fragments exist |
| «Эпизод 6»        | 1 июня 1968    | 23:10             | 6.5                       | 16mm t/r                           |
| [ 1 ] [ 2 ] [ 3 ] |                |                   |                           |                                    |